# 최희서
최희서(본명: 최문경, 1986년 12월 24일 ~ )는 대한민국의 배우이다.
2017년 영화 《박열》에서 독립운동가 박열의 연인 가네코 후미코를 연기하여, 각종 영화제 시상식에서 14개의 상을 받았다. 특히 대종상 영화제에서는 최초로 신인여우상과 여우주연상을 동시 수상했다.

## 출연작

### 영화
- 《킹콩을 들다》 (2009년) ... 서여순 역
- 《그룹스터디》 (2010년)
- 《마크의 페스티벌》 (2011년)
- 《577 프로젝트》 (2012년)
- 《완전 소중한 사랑》 (2013년) ... 정 PD 역
- 《야누스》 (2014년)
- 《동心》 (2014년)
- 《사랑이 이긴다》 (2015년) ... 수학교사 역
- 《동주》 (2016년) ... 쿠미 역
- 《시선 사이》 (2016년) ... 희서 역
- 《어떻게 헤어질까》 (2016년) ... 정민 역
- 《박열》 (2017년) ... 가네코 후미코 역
- 《옥자》 (2017년) ... 통역사 역
- 《아워 바디》 (2019년) ... 자영 역
- 《다만 악에서 구하소서》 (2020년) ... 영주 역
- 《당신은 믿지 않겠지만》 (2021년) ... 솔 역
- 《언프레임드》 (2021년) ... <반디> 소영 역 (감독, 주연)
- 《폭로 : 눈을 감은 아이》 (2024년) … 민주 역

### 드라마
| 연도 | 방송사     | 제목                                  | 역할       | 비고     |
| ---- | ---------- | ------------------------------------- | ---------- | -------- |
| 2011 | MBC        | 오늘만 같아라                         | 크리스티나 |          |
| 2013 | MBC        | 스캔들: 매우 충격적이고 부도덕한 사건 | 문비서     |          |
| 2014 | SBS        | 시월의 어느 멋진 날에                 | 로사       |          |
| 2016 | tvN        | 안투라지                              | 성다혜     | 단역     |
| 2018 | OCN        | 미스트리스                            | 한정원     |          |
| 2018 | tvN        | 빅 포레스트                           | 임청아     |          |
| 2020 | tvN        | 비밀의 숲 2                           | 이유안     | 특별출연 |
| 2021 | SBS        | 지금, 헤어지는 중입니다               | 황치숙     |          |
| 2023 | ENA        | 사랑한다고 말해줘                     | 여배우     | 특별출연 |
| 2024 | TVING, tvN | 좋거나 나쁜 동재                      | 이유안     |          |

### 연극
- 2013년 《데스데모나는 오지 않아》
- 2014년 《의자는 잘못없다》
- 2023년 《나무 위의 군대》

## 수상 및 후보
| 연도 | 시상식                      | 부문                       | 작품            | 결과 | 출처  |
| ---- | --------------------------- | -------------------------- | --------------- | ---- | ----- |
| 2017 | 제4회 들꽃영화상            | 조연상                     | 동주            | 후보 |       |
| 2017 | 제37회 황금촬영상           | 심사위원 특별상            | 어떻게 헤어질까 | 수상 |       |
| 2017 | 제26회 부일영화상           | 신인 여자 연기상           | 박열            | 수상 |       |
| 2017 | 제1회 더 서울어워즈         | 영화부문 여우신인상        | 박열            | 수상 |       |
| 2017 | 제54회 대종상               | 여우주연상                 | 박열            | 수상 | [ 2 ] |
| 2017 | 제54회 대종상               | 신인여우상                 | 박열            | 수상 | [ 2 ] |
| 2017 | 제37회 한국영화평론가협회상 | 신인여우상                 | 박열            | 수상 |       |
| 2017 | 제18회 부산영화평론가협회상 | 신인여자연기상             | 박열            | 수상 |       |
| 2017 | 제38회 청룡영화상           | 신인여우상                 | 박열            | 수상 |       |
| 2017 | 제17회 디렉터스 컷 시상식   | 올해의 여자신인연기자상    | 박열            | 수상 |       |
| 2017 | 씨네21 영화상               | 올해의 신인여자배우        | 박열            | 수상 |       |
| 2018 | 제9회 올해의 영화상         | 신인여우상                 | 박열            | 수상 |       |
| 2018 | 제12회 아시안 필름 어워드   | 여우조연상                 | 박열            | 후보 |       |
| 2018 | 제54회 백상예술대상         | 영화부문 여자 신인연기상   | 박열            | 수상 |       |
| 2018 | 제54회 백상예술대상         | 영화부문 여자 최우수연기상 | 박열            | 후보 |       |
| 2018 | 제23회 춘사영화제           | 신인여우상                 | 박열            | 수상 |       |
| 2018 | 2018 레지스탕스 영화제      | 베스트 엑트리스상          | 동주, 박열      | 수상 |       |
| 2018 | 제23회 부산국제영화제       | 올해의 배우상              | 아워 바디       | 수상 | [ 3 ] |
| 2018 | 제38회 황금촬영상           | 최우수 여우주연상          | 박열            | 수상 |       |
| 2020 | 제7회 들꽃영화상            | 여우주연상                 | 아워 바디       | 후보 |       |